# Ariston van Sparta
Ariston (Grieks:Ἀρίστων) was een koning van Sparta, de veertiende van de Eurypontiden. Hij was de zoon van Agesicles en was de medekoning van Anaxandridas II. Hij regeerde van ca. 560 tot zijn dood in ca. 510 v.Chr. Hij regeerde ongeveer 50 jaar en had een goede reputatie. Hij was de opvolger van zijn vader Agasicles en werd zelf opgevolgd door zijn zoon Demaratus.
Verschillende wetenschappers twijfelen aan de correctheid van zijn voorgangers van de Eurypontiden, maar over het bestaan van Ariston als historisch persoon zijn de meeste historici het eens. Na twee eerdere onvruchtbare huwelijken, trouwde Ariston voor een derde keer met de vrouw van een jeugdvriend, Ageta. Naar verluidt was zij de mooiste onder de Spartaanse vrouwen. Zijn derde vrouw schonk hem een zoon, Demaratus, maar al snel rezen er twijfels over het biologische vaderschap van Ariston. Het kind zou namelijk al 6 maanden na het huwelijk geboren zijn. Ariston heeft Demaratus echter altijd beschouwd als zijn eigen kind. De Spartanen vonden het allemaal niet erg, aangezien ze al heel lang gewacht hadden op een opvolger. Tijdens het bewind van Ariston en zijn medekoning Anaxandridas II, werd de oorlog tegen de Griekse polis Tegea, die al bijna drie generaties aan de gang was, eindelijk beslecht in het voordeel van Sparta. Met de verovering van Tegea, veranderde Sparta ook zijn buitenlands beleid: veroverde volkeren werden niet meer tot slaaf gemaakt, zoals de Heloten na de verovering van  Messenië, maar werden zoals de perioiken gewoon bondgenoten van Sparta. 